# Davena
Davena is een plaats (frazione) in de Italiaanse gemeente Vezza d'Oglio.